# Szilárd Benke
Szilárd Benke (Kaposvár, 22 maggio 1995) è un cestista ungherese.

## Carriera
Con l'Ungheria ha disputato i Campionati europei del 2022.

## Palmarès
- Campionato ungherese: 1

Falco Szombathely: 2020-21
- Coppa d'Ungheria: 1

Falco Szombathely: 2021